# شثاوية
الشثاوية (الاسم العلمي:Dodonaeeae) هي قبيلة من النباتات تتبع الفصيلة الصابونية من رتبة الصابونيات.

## أجناس الشثاوية
- الشث